# Sydney Emerson Ellis
Sydney Emerson Ellis, kanadski letalski častnik, vojaški pilot in letalski as, * 15. januar 1896, Kingston, Ontario, † 12. julij 1917, Belgija (KIFA).
Flight Sub Lieutenant Ellis je v svoji vojaški službi dosegel 5 zračnih zmag.

## Življenjepis
Avgusta 1916 je vstopil v Kraljevo pomorsko zračno službo. Prvi dve zračni zmagi je dosegel v poletju 1917 v sestavi 4. pomorskega eskadrona, medtem ko je letel z Sopwith Pup.
Ostale tri zmage je dosegel z Sopwith Camel. Umrl je v letalski nesreči.